# 2956 Yeomans
2956 Yeomans је астероид главног астероидног појаса чија средња удаљеност од Сунца износи 2,764 астрономских јединица (АЈ).
Апсолутна магнитуда астероида је 12,4.